# Carmelo Spitaleri
Carmelo Spitaleri (Erice, 5 dicembre 1949) è un politico italiano.
È stato il primo presidente della provincia di Trapani eletto direttamente dai cittadini.

## Biografia
Giornalista pubblicista, ha lavorato a RTC, una TV locale trapanese, insieme a Mauro Rostagno, ucciso dalla mafia nel 1988.
Nel 1989 è stato eletto Consigliere provinciale per i Verdi. Nel giugno 1994 è stato eletto, direttamente  dai cittadini, Presidente della Provincia regionale di Trapani, per i Verdi, dopo il ballottaggio con il candidato di Forza Italia. In quella veste è stato anche Presidente della Azienda Provinciale Turismo di Trapani e del Consorzio Universitario della Provincia. In Consiglio provinciale il centro sinistra non aveva la maggioranza, ma lui guidò la sua Giunta senza cedere a eccessivi vincoli di schieramento.
Nel 1998 non si ricandidò per ritornare al suo lavoro di funzionario al Ministero della Difesa.
Nel 2000 si è trasferito a Roma al Ministero dell'Ambiente, presso la Segreteria del Ministro Edo Ronchi.
Dal 2001 si è occupato di Energie Rinnovabili, quale responsabile dei Programmi Nazionali del Ministero dell'Ambiente.
Dal 2006 al 2008 è stato nella segreteria tecnica del Ministro dell'Ambiente Alfonso Pecoraro Scanio.
Nell’ambito di tale attività ha anche curato nel 2009 la pubblicazione di Energie Rinnovabili. Programmi di incentivazione del Ministero e monitoraggio dei risultati, in due volumi.
Si dedica da sempre alla tutela dell’ambiente, alla ricerca fotografica e alla poesia.
Tra i fondatori, a Trapani negli anni ’80, dell’Associazione di comunicazione visiva L’Acquamarcia che ha realizzato varie mostre fotografiche, tra le quali Un’ambigua utopia -1983, La chiave smarrita - 1984, Luoghi d’ombra - 1985, L’Image - 1986, La spira di Archimede - 1986, Il giardino del sale - 1986, L’orizzonte e la memoria - 1988 e Lungo il fiume Belice - 1989.
Ha organizzato a Trapani nel ’97 la Settimana Internazionale di Fotografia, con la direzione artistica di Franco Fontana e la partecipazione, tra gli altri, di Fulvio Roiter, Giuseppe Pino e Maurizio Galimberti.
Tra le attività relative alla poesia, ha curato a Trapani nel 1996 la prima edizione del Premio di Poesia Dario Bellezza, con la consegna del premio al poeta Valentino Zeichen.
Appassionato di musica jazz e pop-rock.
Vive in campagna a Velletri (Roma).

## Opere
Ambiente
- Il giardino del sole. Guida naturalistica della Provincia di Trapani, 2001;
- Habitat, flora e fauna protetti dalla Comunità Europea nella provincia di Palermo, 2002;
- Nei campi di Proserpina. Guida naturalistica della provincia di Enna, 2003;
- Guida naturalistica della Provincia di Frosinone, 2004.

Fotografia
- Occhi miei che avete brame. Sulle mostre d’arte, 2018;

Poesia
- Risuoni d’alba, 1966;
- Slacciarsi delle vesti, 2009;
- Immaginar l’amor, 2018;
- Selfie sui binari dell’ultimo treno, 2018.